# Азербайджансько-вірменські зіткнення у вересні 2022
12 вересня 2022 року вздовж азербайджансько-вірменського кордону спалахнули бої між вірменськими та азербайджанськими військами. Обидві сторони звинуватили одна одну в ескалації. Міністерство оборони Вірменії заявило, що Азербайджан атакував з артилерії та важкого озброєння позиції вірмен поблизу міст Варденіс, Горіс, Сотк і Джермук і окупував окремі райони своєї території. Міністерство оборони Азербайджану заявило, що Вірменія влаштувала «широкомасштабні провокації» поблизу Дашкасанського, Кельбаджарського та Лачинського районів і захопила кілька стратегічних висот у прикордонному районі всередині Вірменії.
13 вересня Російська Федерація оголосила про посередництво в угоді про припинення вогню, але обидві сторони підтвердили, що вона була порушена через кілька хвилин після того, як вона набула чинности. За даними прем'єр-міністра Вірменії Нікол Пашиняна, загинули щонайменше 135 вірменських військовослужбовців. Азербайджан визнав 80 загиблих та 281 пораненого серед своїх військ.
Бої спалахнули невдовзі після того, як російські військові зазнали серйозних невдач з боку України під час українського контрнаступу на Харківщині, що послабило проєкцію їхньої сили в регіоні. Зусилля ЄС отримати більше газу з Азербайджану, щоб компенсувати втрату імпорту з Російської Федерації, також послабили його вплив у регіоні.

## Передумови
12 травня 2021 року азербайджанські солдати перетнули кордон Вірменії в провінціях Сюнік і Гегаркунік і зайняли близько 41 км2 території Вірменії. Європейський парламент, США та Франція — два з трьох співголів Мінської групи ОБСЄ, закликали Азербайджан вивести свої війська з міжнародно визнаної території Вірменії.
Подальші зіткнення відбулися в липні 2021 року та в листопаді 2021 року, повідомлялося про втрати з обох сторін. У спільній заяві від 17 листопада 2021 року доповідачі ЄС назвали військову операцію, розпочату Азербайджаном 16 листопада 2021 року, найгіршим порушенням угоди про припинення вогню в Нагірному Карабасі від 2020 року.

## Хронологія
Увечері 12 вересня МО Вірменії повідомило, що ЗС Азербайджану відкрили вогонь з артилерії та важкого озброєння по вірменським позиціям і цивільним районам у Горісі, Капані, Сотку, Джермуку, Артаніші та Ішханасарі. У МО Вірменії зазначили, що Азербайджан використовував БПЛА. МО Азербайджану заявило, що Вірменія влаштувала «широкомасштабні провокації» поблизу Дашкасанського, Кельбаджарського та Лачинського районів і мінувала дороги постачання армії. У Міноборони Азербайджану повідомили, що вживають заходів для «придушення вогневих точок збройних сил Вірменії та недопущення розширення масштабів протистояння».
13 вересня РФ оголосила про посередництво в угоді про припинення вогню, але обидві сторони підтвердили, що вона була порушена через кілька хвилин після набуття чинності.
13 вересня о 14:00 Міноборони Вірменії оголосило, що ситуація на деяких ділянках азербайджансько-вірменського кордону залишається надзвичайно напруженою, оскільки Азербайджан продовжує спроби позиційного просування, зокрема в напрямку Неркін Хенд, Верін-Шоржа, Артаніш і Сотк. У МЗС Вірменії також заявили, що в результаті азербайджанського обстрілу було пошкоджено багато житлових будинків у с. Кут, а жінок і дітей евакуювали. За словами прем'єр-міністра Вірменії Нікол Пашиняна, загинули щонайменше 105 вірменських військовослужбовців. Міністерство оборони Азербайджану оголосило про загибель 50 своїх військовослужбовців, 42 з яких були військовослужбовцями азербайджанської армії, а 8 — Державної прикордонної служби.
14 вересня вранці МО Азербайджану повідомило, що ЗС Вірменії вночі обстріляли з мінометів і артилерії підрозділи азербайджанської армії, дислоковані на Кельбаджарському і Лачинському напрямках, і що армія вживає «адекватних заходів у відповідь». Міноборони Вірменії назвало це «черговою дезінформацією», яка «слугує інформаційною базою для здійснення військової агресії проти суверенної території Республіки Вірменія». Міноборони Вірменії також повідомило, що Азербайджан обстрілював Джермук і Верін Шоржа з артилерії, мінометів і великокаліберної стрілецької зброї. Об 11:00 Міністерство оборони Азербайджану і Генпрокуратура виступили зі спільною заявою, в якій стверджують, що в результаті обстрілу ЗС Вірменії постраждали двоє мирних громадян Азербайджану.
Нікол Пашинян заявив, що Азербайджан взяв під контроль певні ділянки території Вірменії. Пашинян додав, що Вірменія вперше в історії звернулася до статті про колективну оборону ОДКБ.
17 вересня до Єревану з офіційним візитом прибула спікер Палати представників США Ненсі Пелосі. Вона засудила атаки Азербайджана проти Вірменії.
19 вересня в Єревані почалися мітинги з вимогою виходу з ОДКБ.

## Реакції
Державний секретар США Ентоні Блінкен висловив стурбованість зіткненнями та закликав обидві країни негайно припинити «будь-які військові дії», після чого по телефону з Ільхамом Алієвим висловив стурбованість «військовими діями вздовж азербайджансько-вірменського кордону, включаючи обстріли Вірменії» і «закликав президента Алієва припинити військові дії».
Міністр закордонних справ Туреччини Мевлют Чавушоглу звинуватив Вірменію в початку бойових дій і висловив підтримку подальших переговорів.
Президент Франції Емануель Макрон закликав Азербайджан «повернутися до дотримання режиму припинення вогню» і «поважати територіальну цілісність Вірменії». Франція підняла конфлікт як тему обговорення в Раді безпеки ООН.
Генеральний секретар Організації тюркських держав висловив стурбованість і засудив «військову провокацію збройних сил Вірменії». Він також закликав Вірменію дотримуватися домовленостей, досягнутих між двома країнами.
Голова Делегації Європейського парламенту зі зв'язків з Південним Кавказом (DSCA) виступив із заявою щодо «військової агресії Азербайджану проти Республіки Вірменія», рішуче засудивши «великомасштабну військову атаку Азербайджану на численні цілі на території Республіка Вірменія». У спільній заяві провідних євродепутатів засуджено «великомасштабне військове зіткнення» та закликано «Азербайджан негайно припинити наступ, повернути свої війська на вихідні позиції та повністю поважати територіальну цілісність Вірменії».
Міністерство закордонних справ Кіпру засудило «розв'язаний Азербайджаном штурм позицій на території Вірменії».
Міністерство закордонних справ Індії закликало «сторону-агресора негайно припинити бойові дії».